# Delve
Delve ist eine Gemeinde im Norden des Kreises Dithmarschen in Schleswig-Holstein.

## Geografie

### Lage
Delve liegt an der Westküste Schleswig-Holsteins im Norden Dithmarschens, an der Grenze zum Kreis Schleswig-Flensburg.
Delve liegt auf der Heide-Itzehoer Geest, die hier bis auf wenige Meter an die Eider heranreicht. Der Delver Koog ist ein Teil der Eider-Treene-Niederung.

### Gemeindegliederung
Die Gemeinde besteht aus dem Ortskern, Schwienhusen 54° 16′ N, 9° 15′ O, sowie Delverort 54° 20′ N, 9° 14′ O und Langenhorn 54° 20′ N, 9° 16′ O.

### Nachbargemeinden
Nachbargemeinden sind im Uhrzeigersinn im Norden beginnend die Gemeinden Süderstapel und Erfde (beide im Kreis Schleswig-Flensburg) sowie Wallen, Glüsing und Hollingstedt (alle im Kreis Dithmarschen).

## Geschichte
Der Name Delve ist abgeleitet vom niederdeutschen delf = Graben. Schon früh siedelten sich hier Fischer an, die auf der Geest ihre Häuser vor Fluten geschützt, aber dennoch in unmittelbarer Eidernähe aufbauen konnten.
Die älteste urkundliche Erwähnung des Ortes datiert vom 7. Mai 1281 aus einem Vertrag mit der Stadt Hamburg. Zwischen 1140 und 1281 war bereits die Marienkirche als fester Feldsteinbau errichtet und das Kirchspiel Delve begründet worden. 1329 ist das Jahr der ältesten urkundlichen Erwähnung Schwienhusens, Ortsteil von Delve. 1352 gingen die im Delver Koog gelegenen Marschsiedlungen Hemmerfeld, Langenhorn, Oesterwisch, Langendiekstedt und Wurthemme bei der „Ersten groten Manndränke“ in den Fluten der Eider unter. Im 15. und 16. Jahrhundert wurde die Delver Kirche zu einer Festung ausgebaut.
Mitte des 16. Jahrhunderts, im Zeitalter der Reformation, bildete die Eider die Grenze zwischen der Bauernrepublik Dithmarschen und dem Herzogtum Schleswig, das zu Dänemark gehörte. Die Eider wurde im Unterlauf bereits stark als Schifffahrtsweg genutzt.
Im Jahre 1559 schlug der Kirchspielvogt Hans Löbkens aus Schwienhusen mit weiteren zehn Männern etwa 200 Friesen, die während der Eroberung Dithmarschens den Nachbarort Wallen gebrandschatzt und Kurs auf sein Dorf genommen hatten, in die Flucht.
Im Jahre 1617 ging in Delve der „Schwarze Tod“ um. Zahlreiche Einwohner wurden von der Pest dahingerafft. Eine große Feuersbrunst äscherte Pfingsten 1676 35 Wohn- und Wirtschaftsgebäude ein. 1712 hinterließ die Pest wiederum in Delve ihre Spuren. Im Jahre 1717 wurde das Gebiet der Eider von einer schweren Sturmflut, der Weihnachtsflut, heimgesucht. Die Deiche bei Delve wurden größtenteils weggeschwemmt. Danach wurden die Deiche neu errichtet, wie heute noch vorhanden.
Im Jahr 1741 wurde die Delver Schiffergilde erstmals urkundlich erwähnt. Vermutlich war sie zu damaliger Zeit bereits über 100 Jahre alt. Mit Eröffnung des Eiderkanals im Jahre 1784, der ersten direkten Verbindung zwischen Nord- und Ostsee, seinerzeit der bedeutendste Seeschifffahrtskanal der Welt, gewann Delve an Bedeutung als Schifffahrtsort.
Das Jahr 1825 verzeichnete einen großen Deichbruch bei Delve. Das Wasser reichte bis an die Kirche. Ein Schiff ankerte an dem damals noch bei der Kirche liegenden Friedhof. Von Oktober bis Dezember 1850 diente die Delver Kirche als Lazarett für schleswig-holsteinische Kämpfer, die bei der Beschießung Friedrichstadts im Zuge der Schleswig-Holsteinischen Erhebung verwundet wurden.
Am 7. Februar 1867 wurde der Männergesangverein Delve-Schwienhusen, der älteste noch bestehende Verein in Delve, gegründet. Am 1. Oktober 1886 gründeten einige Bauern eine Meiereigenossenschaft.
1889 waren in Delve 16 Seeschiffe und vier Binnenschiffe beheimatet. Neben den Eignern dieser Segelschiffe hatten weitere zwölf Delver das Kapitäns- und Steuermannspatent für Große Fahrt. Im Jahre 1905 erhielt Delve mit der Inbetriebnahme der Kreisbahn Norderdithmarschen Anschluss an das Schienennetz. Die Elektrizitätsgenossenschaft Delve versorgte ab 1926 den Ort mit elektrischem Strom. In den Jahren 1928 und 1929 wurde das Delver Höft, die Lösch- und Ladestelle an der Eider, von Grund auf erneuert. Die Anfang 1930 gegründete Freiwillige Feuerwehr Delve-Schwienhusen übernahm anstelle der vorherigen „Zwangswehr“ den Brandschutz in der Gemeinde.
Am 1. April 1934 wurde die Kirchspielslandgemeinde Delve aufgelöst. Alle ihre Dorfschaften, Dorfgemeinden und Bauerschaften wurden zu selbständigen Gemeinden/Landgemeinden, so auch ihr Hauptort Delve.
Mit Ende des Zweiten Weltkrieges kamen viele Flüchtlinge auch nach Delve und Schwienhusen. Die Einwohnerzahl beider Orte stieg von 721 (Vorkriegsstand) auf 1525 (Höchststand im Jahre 1946). Bis 1956 ging die Zahl aufgrund von Umsiedlungen nach Süddeutschland auf 844 zurück.
Mit Beginn des Schuljahres 1965/66 wurde die neue Dörfergemeinschaftsschule ihrer Bestimmung übergeben. 1969 wurde der Campingplatz „Eidertal“ eingeweiht und in Betrieb genommen.
Mit Wirkung vom 1. August 1974 wurde die Hauptschule Delve in eine Grundschule umgewandelt und am 1. Januar 2008 mit der Grundschule Linden vereinigt. Sie trägt nun den Namen „Lütte Geestschool’n Delv un Lin“. Am 31. August 1974 wurde die Polizeistation Delve aufgelöst und Hennstedt zugeordnet. Im Juli 1981 wurde die öffentliche Abwasseranlage der Gemeinde Delve fertiggestellt. Die historische Fährverbindung über die Eider zwischen Schwienhusen und Bargen wurde am 26. Mai 2001 nach fast 40-jähriger Ruhenszeit durch eine neue „Bargener Fähre“ (für Fußgänger und Radfahrer) wieder aufgenommen.
Eingemeindungen
Die am 1. April 1934 aus der Kirchspielslandgemeinde Delve entstandene selbständige Gemeinde Schwienhusen wurde am 1. Januar 1982 in die Gemeinde Delve eingegliedert.

## Politik

### Gemeindevertretung
Nach der Gemeindewahl am 14. Mai 2023 gehören alle neun Gemeindevertreter der Wählergemeinschaft Delve  (WGD) an. Die Wahlbeteiligung hatte 56,0 Prozent betragen.

### Wappen
Blasonierung: „In Grün ein einmastiges goldenes Segelschiff mit Großsegel und Wimpel, darunter ein breites silbernes Wellenband, bestehend aus einem halben Wellenberg, einem Wellental und einem halben Wellenberg.“

## Kultur und Dorfbild

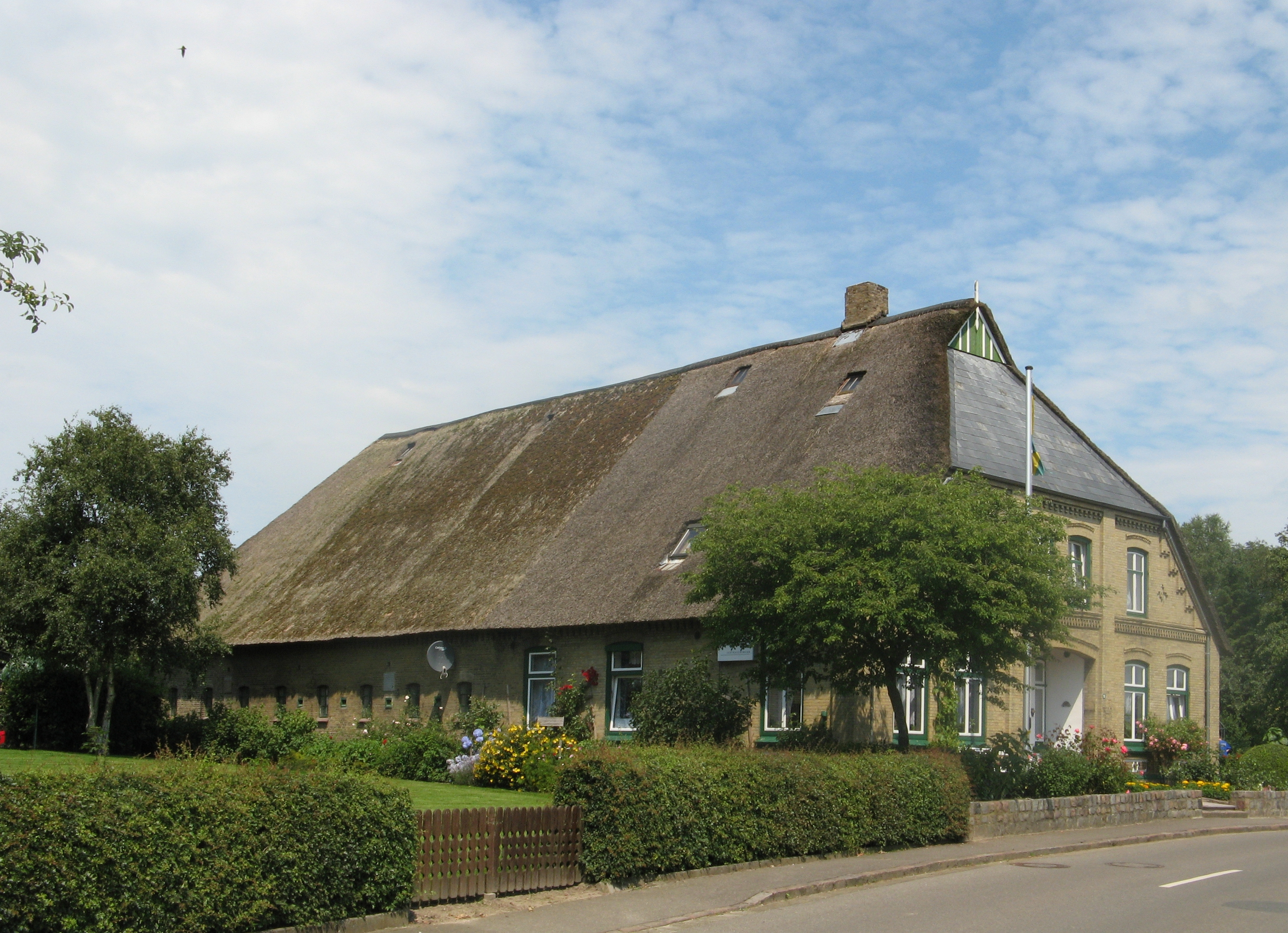
Gehöft in Delve

Delve enthält noch vergleichsweise viele historische Gebäude. Angefangen von Fischerkaten in der Nähe des Eiderufers bis hin zu großen Gehöften am Rande des ehemaligen Ortskerns. Insgesamt finden sich noch etwa 40 ältere reetgedeckte Häuser im Ort.

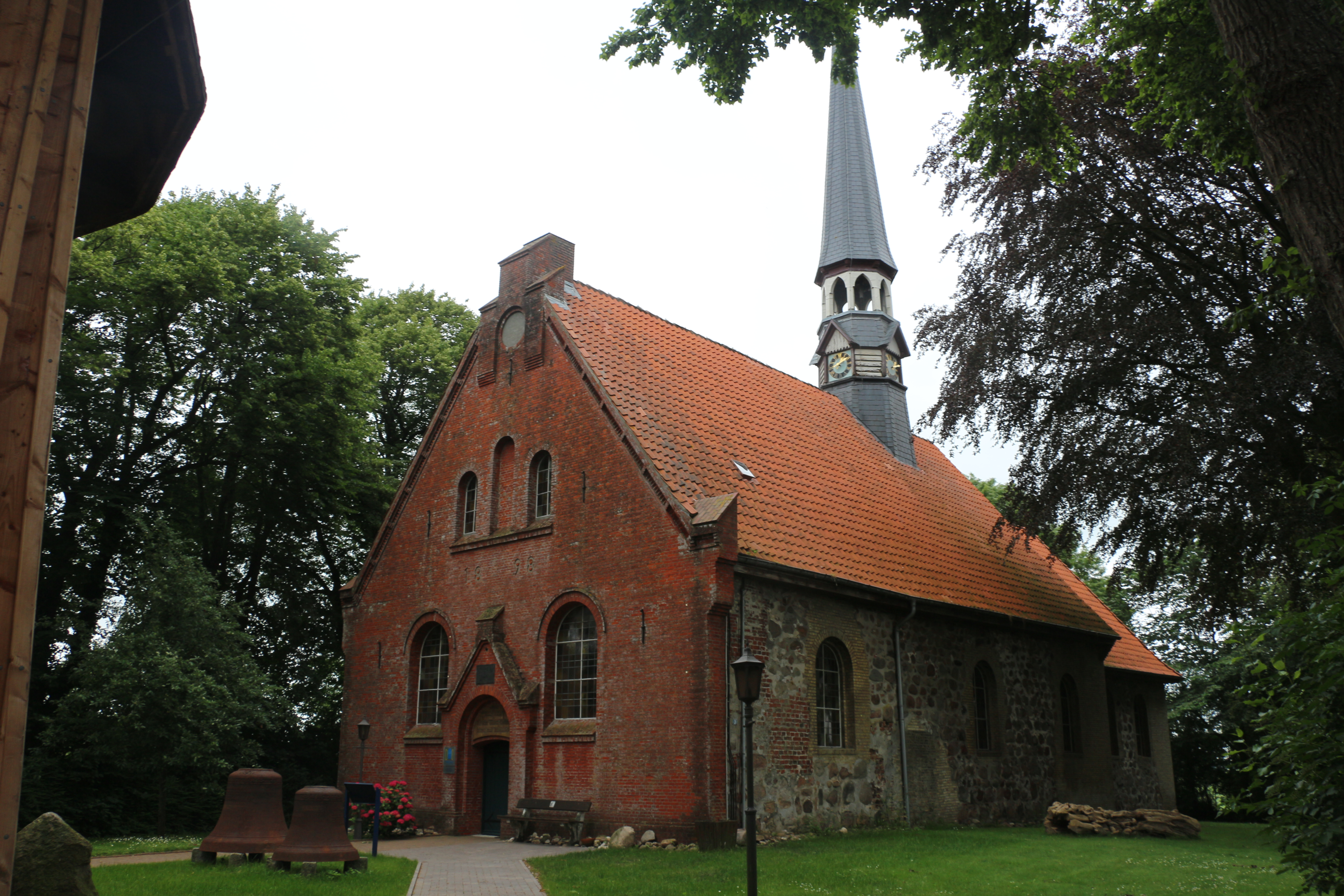
St.-Marien-Kirche Delve von Südwesten her

Die Sankt-Marien-Kirche ist eine Feldsteinkirche aus dem 13. Jahrhundert, die 1898 eine vorgemauerte Westfassade erhielt. In der Kirche weisen noch drei Votivschiffe auf die Bedeutung hin, die die Schifffahrt einst für den Ort spielte. Der Glockenstapel stammt von 1350 und ersetzte einen älteren Rundturm. Es ist damit der zweitälteste freistehende Glockenturm Europas.

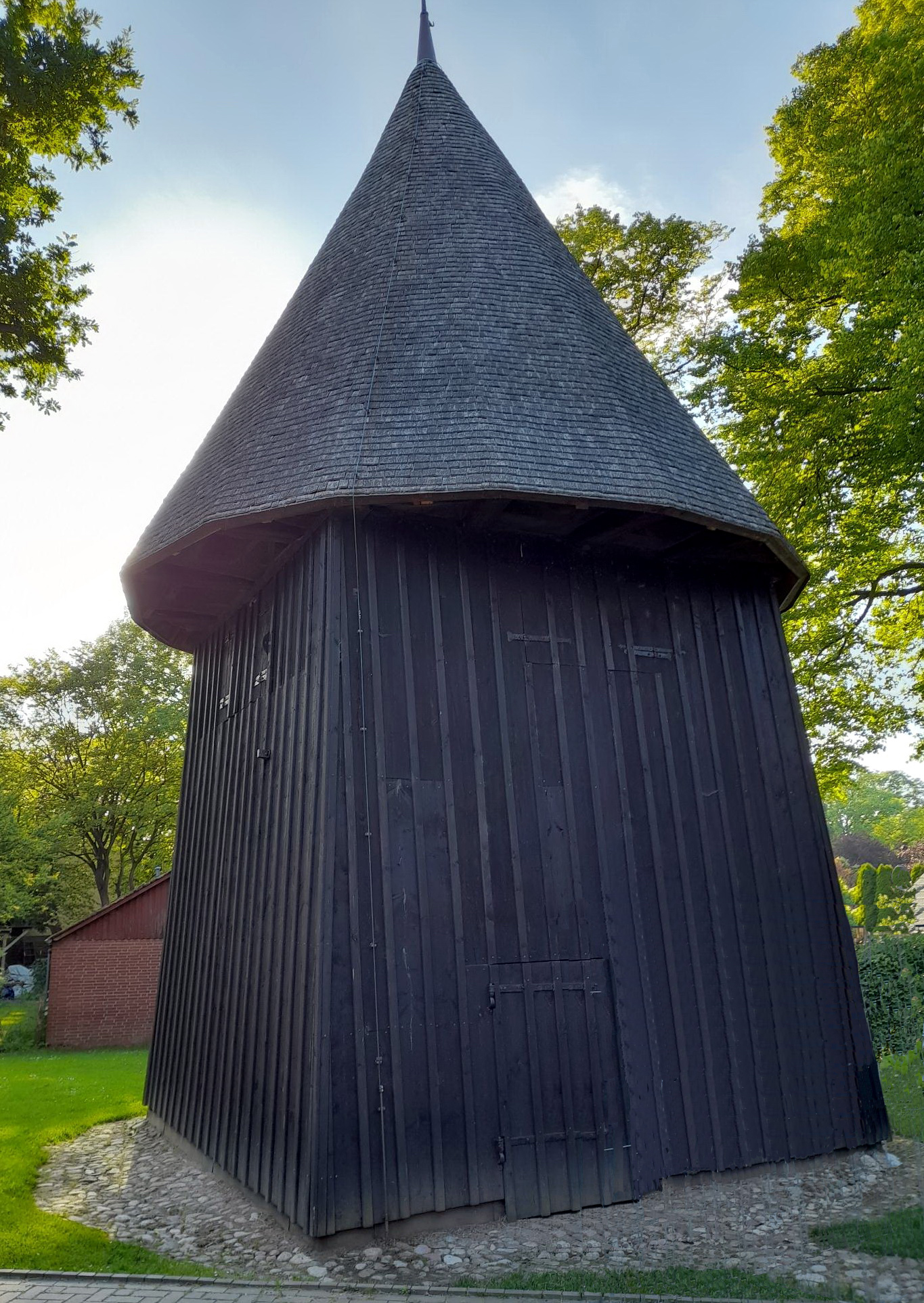
Glockenstapel von 1349

Die Gemeinde beherbergt mehrere Vereine, darunter den Turn- und Sportverein von 1911 (TSV Delve), den Männergesangverein Delve-Schwienhusen von 1867, den Frauenchor Delve, den Feuerwehrmusikzug Delve-Schwienhusen sowie die Delvtown Jazzmen.

## Wirtschaft und Infrastruktur

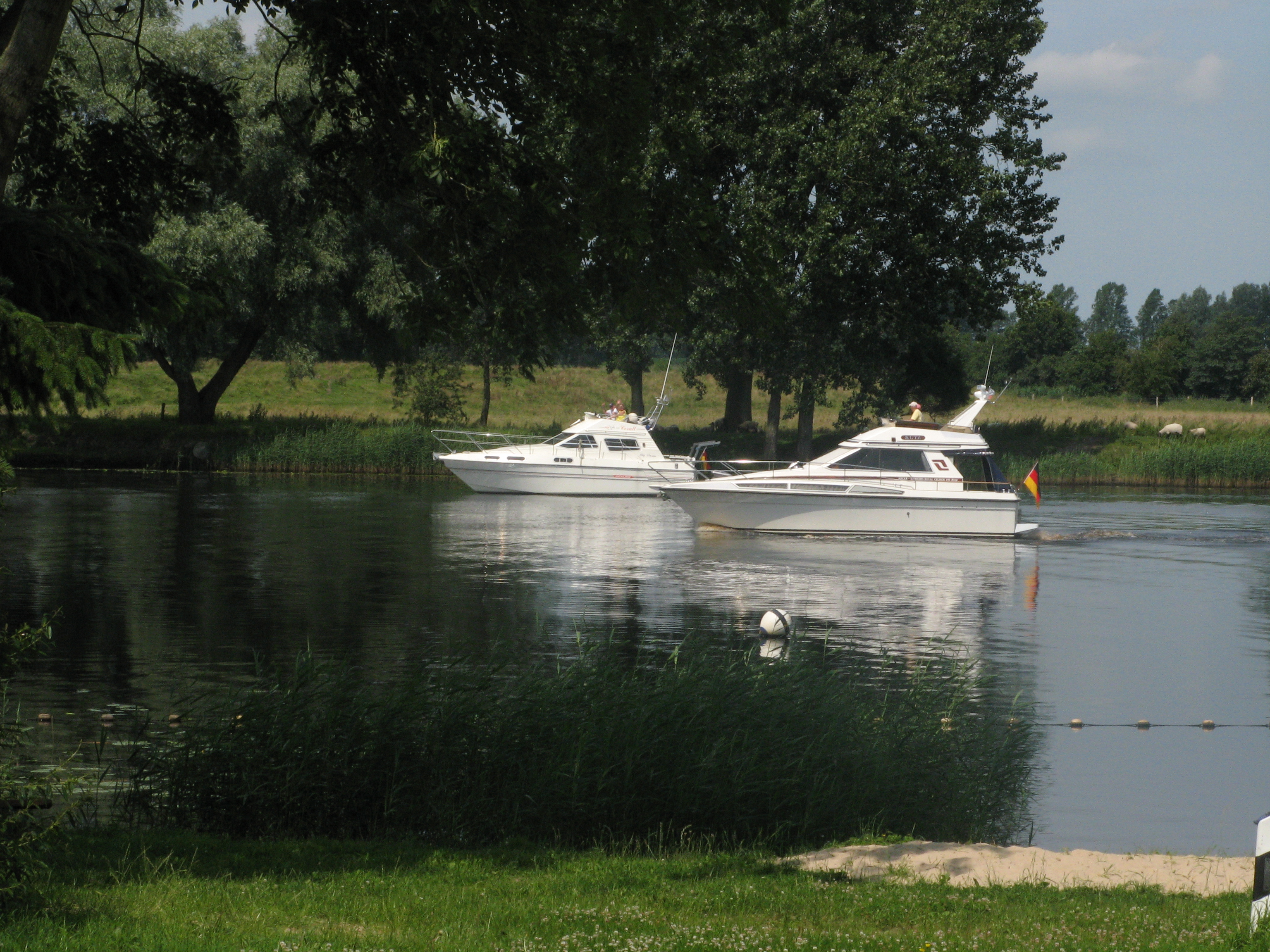
Sportboote auf der Eider, im Hintergrund das Delver Ufer

Die Gemeinde entwickelte sich und lebte lange von der Reetmahd im Delver Koog, der heute zum Teil Naturschutzgebiet ist, sowie der Seeschifffahrt aufgrund der Nähe zur Eider, die mit der Eröffnung des Eiderkanals (erste direkte Verbindung zwischen Nord- und Ostsee) im Jahre 1784 die Bedeutung Delves als Schifffahrtsort stärkte.
Von 1905 bis 1937 hatte der Ort einen Bahnanschluss mit der Kreisbahn Norderdithmarschen.
Heute ist die Gemeinde noch stark landwirtschaftlich geprägt, sie entwickelt sich aber zu einem so genannten Schlafdorf. Der Fremdenverkehr bekommt in Delve eine immer größere Bedeutung, für den die Gemeinde mit ihrer Lage direkt an der Eider eine Infrastruktur aus Campingplatz, Sportbootshafen, Kanuverleihstation und dem ausgedehnten Radwandernetz der Kleeblatttour zur Verfügung stellt. Im Sommer zwischen Mai und August verkehrt zwischen Bargen und Delve die Bargener Fähre für Fußgänger und Radfahrer. Die Fährverbindung an der 108 Metern breiten Stelle existierte von 1554 bis 1961 und wurde 2001 neu in Betrieb genommen.

## Bildung
Bis ins Jahr 2011 gab es in der Delve eine Grundschule für die Kinder der Gemeinden Delve, Bergewöhrden und Hollingstedt. Weiterführende Schulen befinden sich in Hennstedt (eine Haupt- und Realschule) und in Heide (zwei Gymnasien).

## Söhne und Töchter der Gemeinde
- Hugo Johannes Bestmann (1854–1925), evangelisch-lutherischer Theologe, Hochschullehrer und Geistlicher
- Peter Weiss (* 1949), Jazzmusiker
- Erhard Ott (* 1953 in Schwienhusen), Gewerkschafter